# キャデラック・エルドラド
キャデラック・エルドラド（Cadillac Eldorado）は、GMが製造し、キャデラックブランドで販売していた自動車。初代から最終モデルまで12代が存在する。

## 第1世代

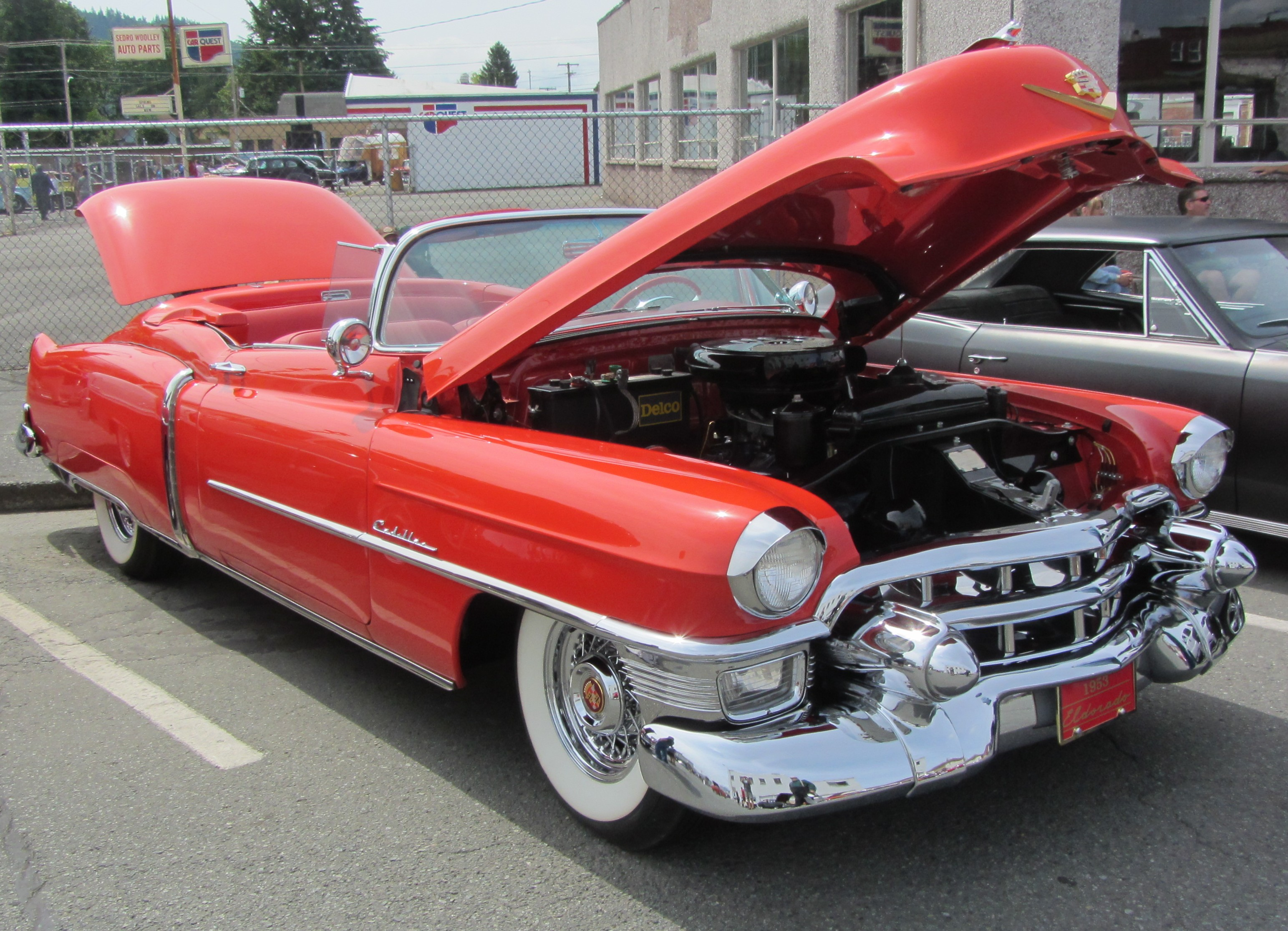
1953年型